# Баскетболист года конференции Summit League
Баскетболист года конференции Summit League (англ. Summit League Men's Basketball Player of the Year) — ежегодная баскетбольная награда, вручаемая по результатам голосования лучшему баскетболисту среди студентов конференции Summit League, входящей в первый дивизион NCAA. Голосование проводится среди главных тренеров команд, входящих в конференцию, причём свои голоса тренеры подают по окончании регулярного чемпионата, но перед стартом плей-офф, то есть в начале марта, однако они не могут голосовать за собственных подопечных. Награда была учреждена и впервые вручена Джо Дикстре из университета Западного Иллинойса в сезоне 1982/83 годов.
Конференция официально начала свою деятельность 18 июня 1982 года, тогда в неё входило восемь команд. Сперва та называлась Association of Mid-Continent Universities (AMCU), а через семь лет, с сезона 1989/90 годов, за счёт расширения другими видами спорта стала называться Mid-Continent Conference (MCC), но только 1 июля 2007 года получила текущее название, частично из-за того, что её аббревиатура вызывала путаницу с конференцией Midwestern Collegiate, в которой использовалась абсолютно такая же. С течением времени, при образовании новых университетов, количество команд в конференции увеличилось до шестнадцати (в данный момент их девять). В 2010-х годах в конференцию были включены команды Небрасского университета в Омахе, Южнодакотского университета и Денверского университета, ну а команды Столетнего колледжа Луизианы, Миссурийского университета в Канзас-Сити, университета Южной Юты и Оклендского университета были переведены в другие конференции.
Всего семь игроков, Джон Коллинз, Тони Беннетт, Брюс Дрю, Калеб Грин, Кит Бенсон, Майк Даум и Макс Абмас, получали эту награду несколько раз, причём Грин и Даум получали её трижды. Ни разу обладателями этого приза не становились несколько игроков. Чаще других победителями номинации становились баскетболисты университета Орала Робертса и университета штата Южная Дакота (по 7 раз), университета Вальпараисо (5 раз), университета Восточного Иллинойса, университета штата Северная Дакота и Оклендского университета (по 3 раза).

## Легенда
| Игрок (X) | Количество титулов |

## Победители
| Сезон   | Игрок              | Фото | Университет                                   | Позиция                                     | Год обучения | Примечания |
| ------- | ------------------ | ---- | --------------------------------------------- | ------------------------------------------- | ------------ | ---------- |
| 1982/83 | Джо Дикстра        |      | Университет Западного Иллинойса               | Лёгкий форвард                              | Четвёртый    |            |
| 1983/84 | Крэйг Латен        |      | Иллинойсский университет в Чикаго             | Разыгрывающий защитник                      | Третий       |            |
| 1984/85 | Джон Коллинз       |      | Университет Восточного Иллинойса              | Атакующий защитник / Лёгкий форвард         | Третий       |            |
| 1985/86 | Джон Коллинз (2)   |      | Университет Восточного Иллинойса              | Атакующий защитник / Лёгкий форвард         | Четвёртый    |            |
| 1986/87 | Уинстон Гарланд    |      | Университет штата Миссури                     | Разыгрывающий защитник                      | Четвёртый    |            |
| 1987/88 | Кен Макфадден      |      | Университет штата Огайо в Кливленде           | Атакующий защитник / Разыгрывающий защитник | Третий       |            |
| 1988/89 | Джей Тейлор        |      | Университет Восточного Иллинойса              | Атакующий защитник                          | Четвёртый    |            |
| 1989/90 | Ли Кэмпбелл        |      | Университет штата Миссури                     | Лёгкий форвард / Тяжёлый форвард            | Четвёртый    |            |
| 1990/91 | Тони Беннетт       |      | Висконсинский университет в Грин-Бей          | Разыгрывающий защитник                      | Третий       |            |
| 1991/92 | Тони Беннетт (2)   |      | Висконсинский университет в Грин-Бей          | Разыгрывающий защитник                      | Четвёртый    |            |
| 1992/93 | Билл Эдвардс       |      | Государственный университет Райт              | Лёгкий форвард / Тяжёлый форвард            | Четвёртый    |            |
| 1993/94 | Кенни Уильямс      |      | Иллинойсский университет в Чикаго             | Разыгрывающий защитник                      | Четвёртый    |            |
| 1994/95 | Дэвид Редмон       |      | Университет Вальпараисо                       | Разыгрывающий защитник / Атакующий защитник | Четвёртый    |            |
| 1995/96 | Энтони Эллисон     |      | Университет Вальпараисо                       | Лёгкий форвард                              | Четвёртый    |            |
| 1996/97 | Брюс Дрю           |      | Университет Вальпараисо                       | Разыгрывающий защитник                      | Третий       |            |
| 1997/98 | Брюс Дрю (2)       |      | Университет Вальпараисо                       | Разыгрывающий защитник                      | Четвёртый    |            |
| 1998/99 | Чад Уилкерсон      |      | Университет Орала Робертса                    | Лёгкий форвард / Тяжёлый форвард            | Третий       |            |
| 1999/00 | Майкл Джексон      |      | Миссуриский университет в Канзас-Сити         | Центровой                                   | Второй       |            |
| 2000/01 | Джефф Монако       |      | Университет Южной Юты                         | Разыгрывающий защитник                      | Четвёртый    |            |
| 2001/02 | Любош Бартон       |      | Университет Вальпараисо                       | Лёгкий форвард / Тяжёлый форвард            | Четвёртый    |            |
| 2002/03 | Майк Хелмс         |      | Оклендский университет (Мичиган)              | Разыгрывающий защитник / Атакующий защитник | Третий       |            |
| 2003/04 | Оделл Брэдли       |      | Индианский университет Пердью в Индианаполисе | Лёгкий форвард / Атакующий защитник         | Второй       | [ 1 ]      |
| 2004/05 | Калеб Грин         |      | Университет Орала Робертса                    | Тяжёлый форвард                             | Второй       | [ 2 ]      |
| 2005/06 | Калеб Грин (2)     |      | Университет Орала Робертса                    | Тяжёлый форвард                             | Третий       | [ 3 ]      |
| 2006/07 | Калеб Грин (3)     |      | Университет Орала Робертса                    | Тяжёлый форвард                             | Четвёртый    | [ 4 ]      |
| 2007/08 | Джордж Хилл        |      | Индианский университет Пердью в Индианаполисе | Разыгрывающий защитник / Атакующий защитник | Третий       | [ 5 ]      |
| 2008/09 | Бен Вудсайд        |      | Университет штата Северная Дакота             | Разыгрывающий защитник                      | Четвёртый    | [ 6 ]      |
| 2009/10 | Кит Бенсон         |      | Оклендский университет (Мичиган)              | Центровой / Тяжёлый форвард                 | Третий       | [ 7 ]      |
| 2010/11 | Кит Бенсон (2)     |      | Оклендский университет (Мичиган)              | Центровой / Тяжёлый форвард                 | Четвёртый    | [ 8 ]      |
| 2011/12 | Доминик Моррисон   |      | Университет Орала Робертса                    | Атакующий защитник / Лёгкий форвард         | Четвёртый    | [ 9 ]      |
| 2012/13 | Нейт Уолтерс       |      | Университет штата Южная Дакота                | Разыгрывающий защитник                      | Четвёртый    | [ 10 ]     |
| 2013/14 | Тейлор Браун       |      | Университет штата Северная Дакота             | Атакующий защитник / Разыгрывающий защитник | Четвёртый    | [ 11 ]     |
| 2014/15 | Лоуренс Александер |      | Университет штата Северная Дакота             | Атакующий защитник                          | Четвёртый    | [ 12 ]     |
| 2015/16 | Макс Лэндис        |      | Индианский университет Пердью в Форт-Уэйне    | Атакующий защитник                          | Четвёртый    | [ 13 ]     |
| 2016/17 | Майк Даум          |      | Университет штата Южная Дакота                | Тяжёлый форвард                             | Второй       | [ 14 ]     |
| 2017/18 | Майк Даум (2)      |      | Университет штата Южная Дакота                | Тяжёлый форвард                             | Третий       | [ 15 ]     |
| 2018/19 | Майк Даум (3)      |      | Университет штата Южная Дакота                | Тяжёлый форвард                             | Четвёртый    | [ 16 ]     |
| 2019/20 | Дуглас Уилсон      |      | Университет штата Южная Дакота                | Лёгкий форвард / Тяжёлый форвард            | Четвёртый    | [ 17 ]     |
| 2020/21 | Макс Абмас         |      | Университет Орала Робертса                    | Разыгрывающий защитник / Атакующий защитник | Второй       | [ 18 ]     |
| 2021/22 | Бэйлор Шайерман    |      | Университет штата Южная Дакота                | Атакующий защитник                          | Третий       | [ 19 ]     |
| 2022/23 | Макс Абмас (2)     |      | Университет Орала Робертса                    | Разыгрывающий защитник / Атакующий защитник | Четвёртый    | [ 20 ]     |
| 2023/24 | Зик Мейо           |      | Университет штата Южная Дакота                | Разыгрывающий защитник / Атакующий защитник | Третий       | [ 21 ]     |
| 2024/25 | Маркел Саттон      |      | Университет Небраски в Омахе                  | Лёгкий форвард / Тяжёлый форвард            | Четвёртый    | [ 22 ]     |